# 維京傳奇：英靈神殿
《維京傳奇：英靈神殿》（英語：Vikings: Valhalla）是一部在Netflix上線的美國歷史動作影集，由編劇傑布·史都華創造，為歷史頻道《維京傳奇》的衍生劇。故事發生在《維京傳奇》一百年後，述說著部分歷史上最廣為人知的諾斯人的故事，包括：萊夫·艾瑞克森、弗蕾迪絲、哈拉爾三世以及為維京人後裔的諾曼第國王征服者威廉。

## 劇情
在《維京傳奇》多年之後，英格蘭在維京時代接近尾聲時多次對抗維京人。英格蘭君主懺悔者愛德華死後，三個領主宣稱他們擁有英格蘭的王位。萊夫·艾瑞克森率領格陵蘭居民橫跨北大西洋。他對家族非常忠誠，卻與他自己的父親紅鬍子艾瑞克不睦。他同父異母的姊妹弗蕾迪絲因受到基督信仰維京人的侵犯而變得反基督徒並成為北歐宗教領袖，對抗在斯堪地納維亞半島上逐漸擴張的基督宗教，為她的族人尋找新家園。她和一位來自王室的基督徒維京人托森（Torsen）陷入戀情，而托森是由國王哈拉爾三世為了復仇所召集的軍營的成員。他由他的王后埃利諾（Alienor）和盎格魯薩克遜顧問柯爾比（Colby）伯爵所指引。

## 演員
- 蘿拉·柏林（英语：Laura Berlin） 飾 諾曼第的愛瑪（Emma of Normandy）
- 山姆·寇萊特 飾 萊夫·艾瑞克森（Leif Eriksson）
- 布萊德利·弗里加（英语：Bradley Freegard） 飾 克努特大帝（King Canute "the Great"）
- 費莉達·古斯塔夫臣 飾 弗蕾迪絲·埃里克斯多蒂爾（Freydís Eiríksdóttir）
- 卡洛琳·韓德森（英语：Caroline Henderson (singer)） 飾 哈康族長（Jarl Haakon）
- 約翰尼斯·赫伊屈爾・約翰森（英语：Jóhannes Haukur Jóhannesson） 飾 奧拉夫二世（Olaf "the Holy" Haraldsson）
- 奧斯伯·克洛 飾 寇勒族長（Jarl Kåre）
- 大衛·奧克斯 飾 戈德溫伯爵（Earl Godwin）
- 朱利安·西加爾 飾 戈姆族長（Jarl Gorm）
- 里奧·蘇特（英语：Leo Suter） 飾 哈拉爾三世（Harald Sigurdsson）
- 波麗安娜·麥金塔（英语：Pollyanna McIntosh） 飾 丹麥王后艾芙基弗（英语：Ælfgifu of Northampton）（Queen Ælfgifu of Denmark）
- 約翰・卡瓦納（英语：John Kavanagh (actor)） 飾 先知（英语：List of Vikings characters#The Seer）（The Seer）
- 帕魯·歐亞（英语：Pääru Oja） 飾 雅內·戈姆森（Arne Gormsson）
- 路易斯·戴維森 飾 剛勇者愛德蒙（Prince Edmund）
- 博斯科·霍根（英语：Bosco Hogan） 飾 決策無方者埃塞爾雷德（Æthelred the Unready）
- 伊芙妮·梅（英语：Yvonne Mai (actress)） 飾 梅林（Merin）
- 喬金·奈特奎斯特（英语：Joakim Nätterqvist） 飾 比爾基爾（Birkir）

## 製作

### 選角
2020年11月28號，據報導指出丹麥演員肯尼斯·M·克里斯滕森（Kenneth Christensen）、冰島演員約翰尼斯・赫伊屈爾・約翰森、瑞典演員費莉達·古斯塔夫臣和大衛·奧克斯已在演員名單內。費莉達·古斯塔夫臣後被選為飾演弗蕾迪絲·埃里克斯多蒂爾，約翰尼斯・赫伊屈爾・約翰森則飾演奧拉夫二世。先前有些報導錯誤指稱他會飾演哈拉爾三世，該角會由里奧·蘇特擔任。卡洛琳·韓德森被選角為當時卡特加特領主哈康，該角是以附庸克努特大帝之下的領主哈康·西居爾松為原型。克努特大帝則由布萊德利·弗里加飾演，波麗安娜·麥金塔則飾演他的妻子丹麥王后艾芙基弗。山姆·寇萊特（Sam Corlett）飾演 萊夫·艾瑞克森。
其他演員包括德國演員伊芙妮·梅，比爾·莫非（Bill Murphy），分別飾演梅林（Merlin）和奧德嘉（Odga）。艾倫·狄維恩（Alan Devine）被選為飾演肯特郡郡長，蓋文·歐康納（Gavin O'Connor）則飾演東盎格利亞郡長。狄維恩和波斯科·霍根先前在《維京傳奇》中分別飾演出現在第二季的埃德里克郡長（Ealdorman Eadric）和出現在第五季的聖島修道院長。傑克·穆拉契（Jack Mullarkey）飾演托克（Toke）一角。喬金·奈特奎斯特會飾演比爾基爾（Birkir），而伊森·迪里昂（Ethan Dillion）選為未知角色。

### 劇本
該劇的編劇團隊包括凡尼莎·亞歷山大、德克蘭·克羅根（Declan Croghan）以及歐恩·麥克納米。

### 拍攝
《維京傳奇：英靈神殿》已於2020年10月初開始在愛爾蘭威克洛的Ashford Studios拍攝。《維京傳奇》也是在那裡拍攝的。拍攝過程中因一些製作團隊成員新冠肺炎檢測呈陽性而終止，不過僅幾天又恢復拍攝了。由於當時有一些成員被測為陽性，但發現部分是偽陽性。
導演包括丹麥英國學院獎得主導演涅爾斯·阿登·歐普勒夫、指導過數集《維京傳奇》的史蒂芬·聖萊傑（Steve Saint Leger）以及漢娜·奎因（Hannah Quinn）。

## 發行
2021年9月26日，Netflix發布了一段該劇的搶先版短片。

## 外部連結
- 在Netflix上觀看《維京傳奇：英靈神殿》
- 互联网电影数据库（IMDb）上《維京傳奇：英靈神殿》的资料（英文）